# 아마쿠사 시로
아마쿠사 시로(일본어: 天草四郎, 1621년? ~ 1638년 4월 12일)는 에도 시대 초기의 기리시탄이자 시마바라의 난의 지도자이다. 막부군의 하라 성 공략으로 재기불능에 빠지고 전사했다. 본명은 마스다 도키사다(일본어: 益田時貞)로 로마 가톨릭교회 세례명은 예로니모 또는 프란치스코이다. 본명이 에치 도키사다(일본어: 愛知時貞)라는 설도 있다.

## 생애
히고국 남반부를 영지로 둔 기리시탄 다이묘 고니시 유키나가의 가신 마스다 요시쓰구(益田好次)의 아들이다. 어머니의 친정이 있는 아마쿠사 제도(天草諸島)의 오야노 섬(大矢野島)에서 태어났다.
그러나, 현재 우토시 또는 나가사키 출신이라는 설도 있어, 출생지는 불명확하다. 마스다 가문은 주군이 멸문된후, 로닌의 친분으로 우토에 거주했다고 한다. 아마쿠사 시로는 총명하고 용모가 빼어난 미남으로 전해진다.
고니시 가문의 옛 가신들과 기독교 신자들 사이에서 구세주로 옹립되어 신격화된 인물로 여러 가지 기적을 행했다는 전설과 도요토미 히데요리의 사생아인 도요토미 히데쓰나(豊臣秀綱)라는 설이 널리 펴졌다.
시마바라의 난에서 십자가를 내세워 전투를 지휘했다고 전해진다. 막부군의 하라성 총공격에 따른 전화속에서 자살했다고 한다.
또, 사후에 목이 잘려 목은 나가사키 하라 성 오테 문앞에 효수되었다는 이야기도 있고, 에도 막부로 보내졌다는 이야기도 있다. 그 당시 막부군은 아마쿠사 시로에 대한 정보가 전혀 없었고, 내통자 야마다 에몬사쿠(山田右衛門作)을 제외한 반란군 모두를 죽인 탓에 깃발 근처에 있던 풍채가 뛰어난 소년의 사체를 아마쿠사 시로로 단정해 목을 배었기 때문에 진짜 아마쿠사 시로의 목인지는 정확하게 알 수 없다.
일설에는 막부군에 잡혀있던 시로의 어머니는 아들에 관해서는 모른척하며 "지금쯤 시로는 고니가 되어 로마 가톨릭 신부의 나라로 가고 있겠죠"라고 했지만, 시로의 목을 보여주자 눈물을 흘리며 쓰러졌다고 한다.
시로의 도요토미 히데요리 사생아 설은 전장에 있던 우마지루시가 도요토미 히데요시의 것과 같은 호리병박(瓢箪)이었기 대문이다.
오사카 전투에서 죽지 않고 히데요리가 규슈 사쓰마번으로 도주 했다는 설에서 기인된 것으로 도요토미 가문의 세력 규합을 꾀했다고도 볼 수 있다. 도요토미 히데쓰나라는 이름은 흔적은 가고시마의 서적에 기록되어 있다.
하라 성에 그의 동상이 있다. 또, 시로의 어머니가 세웠다고 생각되는 묘석이 세워져있다. 이것은 후세 민가의 석축에서 발견된 것이다.

## 사랑 법도서
사랑 법도서(일본어: 四郎法度書 시로 핫토쇼[*])란 난(亂)을 주도했던 주도층이 하라 성내의 사람들에게 반포한 문서이다.
1638년(간에이 15년) 음력 2월 1일짜로 된 문서에는 〈마스다 시로 후란시스코〉란 명의로 되어 있다. 어쩔 수 없이 반란군에 가담한 자는 사면한다는 마쓰다이라 노부쓰나의 통고에 동요하는 군중을 막고자 반포한 문서이다. 참가는 신의 자비에 호응하기 위한 것으로 동참을 격려하고 이탈을 경계하였다.
현재 가미아마쿠사시의 아마쿠사 시로 메모리얼 홀에 복제품이 전시되어 있다.
덧붙여, 2007년 1월 10일에 방영된 NHK의 《그 때 역사가 움직였다:~시마바라의 난, 기리시탄의 비극~》에서 사랑법도서의 문언을 의역해 "지금 농성하고 있는 사람들은 다음 생애까지 친구이다."라는 말을 소개하였다. 또, 같은 해 3월 28일 실시된 시청자 앙케이트에서 [다시 한번 듣고 싶은 말] 20위에 선정되었다.
아마쿠사 시로가 시마바라의 난에서 사용한 기에는 중앙에 성작(성만찬때 그리스도의 보혈을 담는 잔)와 그리스도의 성체(聖體, 그리스도의 거룩한 몸)를 뜻하는 면병, 양쪽으로는 날개를 접은 천사가 그려져 있다. 그리고 깃의 맨 위에 〈LOVVADO SEIAOSACTISSIMO SACRAMENTO (지극히 존경하옵는 그리스도의 성사(聖事, 하느님의 눈에 보이지 않는 은혜가 전달되는 예식. 개신교에서는 성례, 성례전, 성공회, 로마 가톨릭, 정교회에서는 성사라고 한다.)를 찬양하옵고 존경하여라)〉라고 포르투갈어로 적혀있다. 깃의 그림은 야마다 에몬사쿠가 그렸다. 중요문화재이며 아마쿠사 기리시탄관에 소장되어 있다.